# American Idol (17.ª temporada)
A décima sétima temporada do American Idol estreará na temporada televisiva de 2018-19, no canal de televisão ABC. Esta será a segunda temporada do programa ao ar no ABC. Ryan Seacrest continuará com seu papel de apresentador do programa, enquanto Katy Perry, Luke Bryan e Lionel Richie continuam como jurados.

## Audições regionais
O American Idol anunciou em junho de 2018 que 20 cidades seriam visitadas pelo ônibus Idol, começando por Orlando, Flórida, e San Diego, Califórnia, em 25 de agosto. As audições também podem ser enviadas no site oficial, ou no Instagram, Facebook, Twitter e Musical.ly.
| Episodios     | Ciudad                  | Fecha                     | Lugar de encuentro                                 |
| ------------- | ----------------------- | ------------------------- | -------------------------------------------------- |
| 1, 3, 4, 5    | Denver, Colorado        | 2 de octubre de, 2018     | Wings Over the Rockies Air and Space Museum        |
| 1, 2, 3, 4, 5 | Coeur d'Alene, Idaho    | 14-15 de octubre de, 2018 | Hagadone Events Center at the Coeur d'Alene Resort |
| 1, 2, 3, 4, 5 | Louisville, Kentucky    | 22-24 de octubre de, 2018 | Muhammad Ali Center                                |
| 1, 3, 4, 5    | New York City, New York | 29-30 de octubre de, 2018 | Madison Square Garden                              |
| 1, 2, 3, 4, 5 | Los Angeles, California | 8-10 de novembre de, 2018 | Hollywood and Highland Center                      |

## Semana em Hollywood
A Semana em Hollywood foi ao ar em dois episodios em 24 de marco e 25 de marco. Nele apresentou tres rodadas: Linhas de 10, Rodada de Grupo e Rodada Solo. Na primeira rodada, cada participante canta individualmente e, depois de dez, eles se reunem em fila. Aqueles que impressionaram os juizes estao avancando para a proxima rodada, onde es competidores apresentam em grupos de quatro ou cinco, cantando juntos uma musica.Os demais participantes que passaram nas rodadas do grupo realizam seus solo finais para avancar na Showcase Round.

## Showcase
A Showcase foi ao er em 31 de marco, que apresentou os 40 melhores para os jurados e uma audiencia ao vivo no Exchange LA, uma boate em Disney Aulani. No dia seguinte, os juizes reduziram o numero de competidores de 40 para 20 no julgamento final. os 20 melhores competidores passam a fazar solos e duetos de celebridades.
A seguir, uma lista dos participantes que alcancaram o Top 20 e a musica que apresentaram no Showcase:
Color Key:
| Ordem | Participantes | Participantes         | Idade | Cidade                    | Cidade de Audicao       | Musica                            |
| ----- | ------------- | --------------------- | ----- | ------------------------- | ----------------------- | --------------------------------- |
| 1     |               | Alyssa Raghu          | 16    | Orlando, Florida          | Los Angeles, California | "Dear Future Husband"             |
| 2     |               | Madison VanDenburg    | 17    | Cohoes, New York          | New York City           | "Who Lovin' You"                  |
| 3     |               | Myra Tran             | 19    | Federal Way, Washington   | Coeur d'Alene, Idaho    | "How Far I'll Go"                 |
| 4     |               | Logan Johnson         | 20    | Boise, Idaho              | Coeur d'Alene, Idaho    | "Sorry"                           |
| 5     |               | Nate Walker           | 18    | Pittsburgh, Pennsylvania  | New York City           | "Still"                           |
| 6     |               | Dimitrius Graham      | 27    | Baltimore, Maryland       | Los Angeles, California | "Latch"                           |
| 7     |               | Ashley Hess           | 27    | Fremont, California       | New York City           | "Gone Away"                       |
| 8     |               | Drake McCain          | 18    | Spring City, Tennessee    | Louisville, Kentucky    | "Girls Like You"                  |
| 9     |               | Kai The Singer        | 19    | Kingstree, South Carolina | Louisville, Kentucky    | "Wild Things"                     |
| 10    |               | Laci Kaye Booth       | 23    | Livingston, Texas         | Denver, Colorado        | "Georgia on My Mind"              |
| 11    |               | Nick Townsend         | 26    | Tekamah, Nebraska         | Coeur d'Alene, Idaho    | "Hold Back The River"             |
| 12    |               | Clay Page             | 24    | Elberton, Georgia         | Coeur d'Alene, Idaho    | "Fishin' in The Dark"             |
| 13    |               | Kason Lester          | 29    | Lebanon, Texas            | Louisville, Kentucky    | "Wanted Dead or Alive"            |
| 14    |               | Johanna Jones         | 23    | Las Vegas, Nevada         | Coeur d'Alene, Idaho    | "Evergreen"                       |
| 15    |               | Walker Burroughs      | 20    | Birmingham, Alabama       | Louisville, Kentucky    | "Youngblood"                      |
| 16    |               | Ryan Hammond          | 25    | Modesto, California       | Los Angeles, California | "A Song For You"                  |
| 17    |               | Kate Barnette         | 23    | Kennesaw, Georgia         | Los Angeles, California | "Royals"                          |
| 18    |               | Evelyn Cormier        | 20    | Claremont, New Hampshire  | New York City           | "No Roots"                        |
| 19    |               | Emma Kleinberg        | 21    | Bel Air, Maryland         | Louisville, Kentucky    | "Is This Love"                    |
| 20    |               | Uche                  | 24    | Sugarland, Texas          | Coeur d'Alene, Idaho    | "Play That Funky Music"           |
| 21    |               | Alejandro Aranda      | 25    | Pomona, California        | Los Angeles, California | "Yellow"                          |
| 22    |               | Jeremiah Lloyd Harmon | 26    | Catonsville, Maryland     | New York City           | "Landslide"                       |
| 23    |               | Shavy                 | 18    | Midlothian, Virginia      | Louisville, Kentucky    | "All I Ask"                       |
| 24    |               | Mica Giaconi          | 16    | San Diego, California     | Los Angeles, California | "This Love"                       |
| 25    |               | Payton Taylor         | 22    | Nashville, Tennessee      | Louisville, Kentucky    | "Black Horse and the Cherry Tree" |
| 26    |               | Idalis Monzon         | 22    | Orlando, Florida          | New York City           | "Mi Tierra"                       |
| 27    |               | Riley Thompson        | 16    | Mabank, Texas             | Los Angeles, California | "Mama's Broken Heart"             |
| 28    |               | Shawn Robinson        | 22    | Atlanta, Georgia          | Coeur d'Alene, Idaho    | "Rock With You"                   |
| 29    |               | Raquel Trinidad       | 21    | Tampa, Florida            | Louisville, Kentucky    | "Rich Girl"                       |
| 30    |               | Bumbly                | 27    | New York City             | New York City           | "Baby"                            |
| 31    |               | Wade Cota             | 27    | Phoenix, Arizona          | Los Angeles, California | "Work Song"                       |
| 32    |               | Margie Mays           | 25    | Wilmington, Delaware      | Los Angeles, California | "All About That Bass"             |
| 33    |               | Eddie Island          | 25    | Nashville, Tennessee      | Los Angeles, California | "Don't You Worry Child"           |
| 34    |               | Tyler Mitchell        | 26    | Florien, Louisiana        | New York City           | "Suitcase"                        |
| 35    |               | Laine Hardy           | 18    | Livingston, Louisiana     | Coeur d'Alene, Idaho    | "Come Together"                   |
| 36    |               | Assata Renay          | 26    | New Orleans, Louisiana    | Denver, Colorado        | "Golden"                          |
| 37    |               | Cameron Goode         | 21    | Tampa, Florida            | New York City           | "Nobody's Perfect"                |
| 38    |               | Shevonne Philidor     | 26    | Orlando, Florida          | New York City           | "You've Got a Friend in Me"       |
| 39    |               | Dakota Cohen          | 19    | Hollywood, California     | Los Angeles, California | "Ain't No Other Man"              |
| 40    |               | Shelton Taylor        | 19    | Bulverde, Texas           | Los Angeles, California | "Earned It"                       |

## Top 20
The Top 20 performed at Wiltern Theatre in Los Angeles, California, and solo performances aired in one episode on Abril 1.

### Solos (Abril 1)
| Ordem | Participantes         | Musica                         |
| ----- | --------------------- | ------------------------------ |
| 1     | Madison VanDenburg    | "Domino"                       |
| 2     | Shawn Robinson        | "Jealous"                      |
| 3     | Laine Hardy           | "Bring It on Home to Me"       |
| 4     | Uche                  | "Figures"                      |
| 5     | Eddie Island          | "Ho Hey"                       |
| 6     | Evelyn Cormier        | "Leaving on a Jet Plane"       |
| 7     | Alyssa Raghu          | "Ain't It Fun"                 |
| 8     | Ryan Hammond          | "You Say"                      |
| 9     | Raquel Trinidad       | "Lovefool"                     |
| 10    | Logan Johnson         | "Love Don't Live Here Anymore" |
| 11    | Dimitrius Graham      | "Hello"                        |
| 12    | Riley Thompson        | "Jolene"                       |
| 13    | Walker Burroughs      | "How Deep Is Your Love"        |
| 14    | Bumbly                | "Vision of Love"               |
| 15    | Ashley Hess           | "Dreaming with a Broken Heart" |
| 16    | Alejandro Aranda      | "I Fall Apart"                 |
| 17    | Kate Barnette         | "Sunday Morning"               |
| 18    | Jeremiah Lloyd Harmon | "Make Me Feel My Love"         |
| 19    | Laci Kaye Booth       | "I Want You to Want Me"        |
| 20    | Wade Cota             | "All I Want"                   |

### All Star Duets (Abril 7 & 8)
Legendas:
| Data de exibicao | Ordem | Participantes         | Musica                  | Dueta                      | Resultado |
| ---------------- | ----- | --------------------- | ----------------------- | -------------------------- | --------- |
| 07 de Abril      | 1     | Walker Burroughs      | "Have It All"           | Jason Mraz                 | Salvo     |
| 07 de Abril      | 2     | Kate Barnette         | "Heartbreaker"          | Pat Benatar & Neil Giraldo | Eliminado |
| 07 de Abril      | 3     | Riley Thompson        | "Like I Loved You"      | Brett Young                | Salvo     |
| 07 de Abril      | 4     | Uche                  | "I Need Your Love"      | Shaggy                     | Salvo     |
| 07 de Abril      | 5     | Madison VanDenburg    | "We Belong"             | Pat Benatar & Neil Giraldo | Salvo     |
| 07 de Abril      | 6     | Shawn Robinson        | "Proud Mary"            | Elle King                  | Eliminado |
| 07 de Abril      | 7     | Ashley Hess           | "I'm Yours"             | Jason Mraz                 | Salvo     |
| 07 de Abril      | 8     | Bumbly                | "Angel"                 | Shaggy                     | Eliminado |
| 07 de Abril      | 9     | Laci Kaye Booth       | "Mercy"                 | Brett Young                | Salvo     |
| 07 de Abril      | 10    | Laine Hardy           | "The Weight"            | Elle King                  | Salvo     |
|                  |       |                       |                         |                            |           |
| 08 de Abril      | 1     | Alyssa Raghu          | "Issues"                | Julia Michaels             | Salvo     |
| 08 de Abril      | 2     | Eddie Island          | "7 Years"               | Lukas Graham               | Salvo     |
| 08 de Abril      | 3     | Wade Cota             | "Broken"                | lovelytheband              | Salvo     |
| 08 de Abril      | 4     | Ryan Hammond          | "Hold On, I'm Comin'"   | Cynthia Erivo              | Eliminado |
| 08 de Abril      | 5     | Evelyn Cormier        | "Wicked Game"           | Chris Isaak                | Salvo     |
| 08 de Abril      | 6     | Logan Johnson         | "What a Time"           | Julia Michaels             | Eliminado |
| 08 de Abril      | 7     | Raquel Trinidad       | "Tiny Dancer"           | lovelytheband              | Eliminado |
| 08 de Abril      | 8     | Alejando Aranda       | "There Will Be a Light" | Ben Harper                 | Salvo     |
| 08 de Abril      | 9     | Dimitrius Graham      | "Love Someone"          | Lukas Graham               | Salvo     |
| 08 de Abril      | 10    | Jeremiah Lloyd Harmon | "Time After Time"       | Cynthia Erivo              | Salvo     |

## Show Ao Vivo
Legendas

### Semana 1: Top 14 (14 e 15 de abril)
Os 14 melhores performances foi ao ar no dia 14 de abril, e no dia seguinte foi dado os reslutados ao vivo.
Legendas
| Data de exbicao | Ordem | Participants          | Musica                           | Resultados         |  |
| --------------- | ----- | --------------------- | -------------------------------- | ------------------ |  |
| 14 de Abril     | 1     | Laine Hardy           | "That's All Right"               | Salvo              |  |
| 14 de Abril     | 2     | Evelyn Cormier        | "The Middle"                     | Nao Salvo          |  |
| 14 de Abril     | 3     | Alyssa Raghu          | "She Used to Be Mine"            | Nao Salvo          |  |
| 14 de Abril     | 4     | Eddie Island          | "Bennie and the Jets"            | Nao Salvo          |  |
| 14 de Abril     | 5     | Riley Thompson        | "Suds in the Bucket"             | Nao Salvo          |  |
| 14 de Abril     | 6     | Wade Cota             | "Trouble"                        | Salvo              |  |
| 14 de Abril     | 7     | Dimitrius Graham      | "Perfect"                        | Nao Salvo          |  |
| 14 de Abril     | 8     | Madison VanDenburg    | "Fallin'"                        | Salvo              |  |
| 14 de Abril     | 9     | Jeremiah Lloyd Harmon | "We All Fall in Love Sometimes"  | Nao Salvo          |  |
| 14 de Abril     | 10    | Uche                  | "Finesse"                        | Nao Salvo          |  |
| 14 de Abril     | 11    | Alejandro Aranda      | "One Dance"                      | Salvo              |  |
| 14 de Abril     | 12    | Ashley Hess           | "Fix You"                        | Nao Salvo          |  |
| 14 de Abril     | 13    | Laci Kaye Booth       | "I Miss You"                     | Salvo              |  |
| 14 de Abril     | 14    | Walker Burroughs      | "Climb Ev'ry Mountain"           | Salvo              |  |
|                 |       |                       |                                  |                    |  |
| 15 de Abril     | 1     | Madison VanDenburg    | "You And I"                      | Imune              |  |
| 15 de Abril     | 2     | Evelyn Cormier        | "Dust in the Wind"               | Eliminado          |  |
| 15 de Abril     | 3     | Walker Burroughs      | "Lovebug"                        | Imune              |  |
| 15 de Abril     | 4     | Riley Thompson        | "It Must Be Love"                | Eliminado          |  |
| 15 de Abril     | 5     | Jeremiah Lloyd Harmon | "Almost Heaven"(cancao original) | Imune              |  |
| 15 de Abril     | 6     | Alyssa Raghu          | "The One That Got Away"          | Salvo pelo jurados |  |
| 15 de Abril     | 7     | Wade Cota             | "Simple Man"                     | Imune              |  |
| 15 de Abril     | 8     | Dimitrius Graham      | "When the Party's Over"          | Salvo pelo jurados |  |
| 15 de Abril     | 9     | Laci Kaye Booth       | "As Long as You Follow"          | Imune              |  |
| 15 de Abril     | 10    | Eddie Island          | "Use Somebody"                   | Eliminado          |  |
| 15 de Abril     | 11    | Ashley Hess           | "Sir Duke"                       | Eliminado          |  |
| 15 de Abril     | 12    | Laine Hardy           | "Hurricane"                      | Imune              |  |
| 15 de Abril     | 13    | Alejandro Aranda      | "Cholo Love"(cancao original)    | Imune              |  |
| 15 de Abril     | 14    | Uche                  | "Diamonds"                       | Salvo pelo jurados |  |

### Semana 2: Top 10 – Noite da Disney (21 de abril)
O Top 10 cantou musicas da Disney no dia 21 de abril de 2019. Rebel Wilson como mentora convidada.
| Ordem | Participants          | Musica                      | Resultado |
| ----- | --------------------- | --------------------------- | --------- |
| 1     | Uche                  | "I 2 I"                     | Eliminado |
| 2     | Laci Kaye Booth       | "I See The Light"           | Salvo     |
| 3     | Alejandro Aranda      | "Remember Me"               | Salvo     |
| 4     | Alyssa Raghu          | "Colors of the Wind"        | Salvo     |
| 5     | Wade Cota             | "You've Got a Friend in Me" | Salvo     |
| 6     | Dimitrius Graham      | "You'll Be in My Heart"     | Eliminado |
| 7     | Walker Burroughs      | "When She Loved Me"         | Salvo     |
| 8     | Madison VanDenburg    | "How Far I'll Go"           | Salvo     |
| 9     | Laine Hardy           | "Oo-De-Lally"               | Salvo     |
| 10    | Jeremiah Lloyd Harmon | "Candle on the Water"       | Salvo     |

### Senema 3: Top 8 – Queen Night / Movie Night (28 de abril)
Adam Lambert served a guest mentor, and all the top eight members sang Queen songs. All eight remaining contestants also paired as a duet and sang song from a movie soudntrack.
| Ordem | Participants          | Queen Musica                     | Resultado |
| ----- | --------------------- | -------------------------------- | --------- |
| 1     | Walker Burroughs      | "Crazy Little Thing Called Love" | Eliminado |
| 2     | Madison VanDenburg    | "The Show Must Go On"            | Salvo     |
| 4     | Jeremiah Lloyd Harmon | "Who Wants to Live Forever"      | Salvo     |
| 5     | Alejandro Aranda      | "Under Pressure"                 | Salvo     |
| 8     | Laine Hardy           | "Fat Bottomed Girls"             | Salvo     |
| 9     | Laci Kaye Booth       | "Love of My Life"                | Salvo     |
| 11    | Wade Cota             | "We Are The Champions"           | Salvo     |
| 12    | Alyssa Raghu          | "Somebody to Love"               | Eliminado |

| Ordem | Participants                               | Musica                       |
| ----- | ------------------------------------------ | ---------------------------- |
| 3     | Laci Kaye Booth & Laine Hardy              | "Jackson"                    |
| 6     | Alyssa Raghu & Wade Cota                   | "Ain't Mountain High Enough" |
| 7     | Jeremiah Lloyd Harmon & Madison VanDenburg | "A Million Dreams"           |
| 10    | Alejandro Aranda & Walker Burroughs        | "Mrs. Robinson"              |

### Semana 4: Top 6 – Woodstock / Showstoppers (5 de maio)
The remaining six contestants were asked to sing a song that from Woodstock Festival in 1969 and songs that inspired them, and American contempopary Christian singer/songwriter, Lauren Daigle was a guest mentor for this week.
| Participants          | Ordem | Musica                               | Ordem | Musica                     | Resultado |
| --------------------- | ----- | ------------------------------------ | ----- | -------------------------- | --------- |
| Madison VanDenburg    | 1     | "Piece of My Heart"                  | 7     | "I Surrender"              | Salvo     |
| Laine Hardy           | 2     | "I Don't Need to Doctor"             | 12    | "Johnny B. Goode"          | Salvo     |
| Jeremiah Lloyd Harmon | 3     | "Swing Low, Sweet Chariot"           | 10    | "Somewhere"                | Eliminado |
| Laci Kaye Booth       | 4     | "To Love Somebody"                   | 9     | "Open Arms"                | Salvo     |
| Alejandro Aranda      | 5     | "White Rabbit"                       | 8     | "Poison" (cancao original) | Salvo     |
| Wade Cota             | 6     | "With a Little Help from My Friends" | 11    | "Shawn James"              | Salvo     |

### Semana 5: Top 5 – Elton John / Bobby Bones' Choice / Hero Dedications (12 de maio)
This week, each contestant performed three songs: a pick from in-house mentor, Bobby Bones; a song dedicated to their heroes; and a selection from Elton John's catalog.
| Participants       | Ordem | Musica                    | Ordem | Elton John Musica                          | Ordem | Hero Dedication Musica      | Resultado |
| ------------------ | ----- | ------------------------- | ----- | ------------------------------------------ | ----- | --------------------------- | --------- |
| Wade Cota          | 1     | "You Are the Best Thing"  | 6     | "Rocket Man"                               | 11    | "Hard Luck Women"           | Eliminado |
| Laci Kaye Booth    | 2     | "The House That Built Me" | 7     | "Saturday Night's Alright for Fighting"    | 12    | "Dreams"                    | Elimimado |
| Alejandro Aranda   | 3     | "No Woman No Cry"         | 8     | "Sorry Seem to Be the Hardest Word"        | 15    | "Blesser" (cancao original) | Salvo     |
| Laine Hardy        | 4     | "Can't You See"           | 10    | "Something About The Way You Look Tonight" | 14    | "Hey Jude"                  | Salvo     |
| Madison VanDenburg | 5     | "What About Us"           | 9     | "Your Song"                                | 14    | "Make You Feel My Love"     | Salvo     |

### Semana 6: Finale (19 de maio)
This week, the Top 3 performed their two songs, one contestant was eliminated landing in 3rd place, based on the results up to that point. Voting continued for the remaining two contestants and closed after the two finalists sang their last songs.
| Participants       | Ordem | Musica                              | Ordem | Musica                      | Ordem | Musica                       | Resultado    |
| ------------------ | ----- | ----------------------------------- | ----- | --------------------------- | ----- | ---------------------------- | ------------ |
| Laine Hardy        | 1     | "Home"                              | 4     | "Jambalaya (On The Bayou)"  | 7     | "Bring It on Home To Me"     | Vencedor     |
| Madison VanDenburg | 2     | "Shallow"                           | 5     | "Breakaway"                 | N/A   | N/A                          | 3º Lugar     |
| Alejandro Aranda   | 3     | "Millennial Love" (cancao original) | 6     | "Tonight" (cancao original) | 8     | "Out Loud" (cancao original) | Vice-campeão |

Performances
| Ordem | Participants                                                            | Musica                              |
| ----- | ----------------------------------------------------------------------- | ----------------------------------- |
| 19.1  | Lionel Richie with Top 10                                               | "Dancing on the Ceiling"            |
| 19.2  | Carrie Underwood                                                        | "Southbound"                        |
| 19.3  | Montell Jordan with Margie Mays, Austin Michael Robinson e VoKillz      | "This Is How We Do It"              |
| 19.4  | Katy Perry e Daddy Yankee                                               | "Con Calma"                         |
| 19.5  | Alejandro Aranda                                                        | "10 Years" (cancao original)        |
| 19.6  | Adam Lambert                                                            | "New Eyes"                          |
| 19.7  | Adam Lambert with Dimitrius Graham                                      | "Bohemian Rhapsoby"                 |
| 19.8  | Dan + Shay                                                              | "All To Myself"                     |
| 19.9  | Dan + Shay with Madison VanDenburg                                      | "Speechless                         |
| 19.10 | Luke Bryan                                                              | "Knockin' Boots"                    |
| 19.11 | Luke Bryan with Laci Kaye Booth                                         | "Every Breath You Take"             |
| 19.12 | Jon Pardi with Laine Hardy                                              | "Dirty On My Boots" & "Night Shift" |
| 19.13 | Katy Perry with Jeremiah Lloyd Harmon                                   | "Unconditionally"                   |
| 19.14 | Weezer with Wade Cota                                                   | "Arfica"                            |
| 19.15 | Weezer                                                                  | "Everybody Wants to Rule the World" |
| 19.16 | Weezer with Walker Burroughs e Wade Cota                                | "Take On Me"                        |
| 19.17 | Kane Brown                                                              | "Good as You"                       |
| 19.18 | Kane Brown with Alyssa Raghu                                            | "Lost in the Middle of Nowhere"     |
| 19.19 | Andra Day with Shavy                                                    | "Rise Up"                           |
| 19.20 | Kool & the Gang with Uche                                               | "Hollywood Swinging"                |
| 19.21 | Kool & the Gang with Laci Kaye Booth, Madison VanDenburg e Alyssa Raghu | "Ladies' Night"                     |
| 19.22 | Kool & the Gang with the Top 10                                         | "Celebration"                       |
| 19.23 | Laine Hardy                                                             | "Flame" (cancao original)           |

## Grafico de eliminacao
Color Key:
| Mulheres | Homens | Top 20 | Nao escolhido | Terceiro lugar | Segundo lugar | Vencedor |

| Nao se apresentou | Voto do publico | Salvo pelos jurados | Imune | Eliminado |

| Estagio | Estagio               | Top 20    | Top 20    | Shows ao vivo | Shows ao vivo | Shows ao vivo | Shows ao vivo | Shows ao vivo | Shows ao vivo | Shows ao vivo  |           |           |           |           |
| Estagio | Estagio               | Top 20    | Top 20    | Top 14        | Wildcard      | Top 10        | Top 8         | Top 6         | Top 5         | Final          |           |           |           |           |
| Data:   | Data:                 | 7/4       | 8/4       | 14/4          | 15/4          | 21/4          | 28/4          | 5/5           | 12/5          | 19/5           |           |           |           |           |
|         |                       |           |           |               |               |               |               |               |               |                |           |           |           |           |
| Posicao | Concorrente           | Resultado | Resultado | Resultado     | Resultado     | Resultado     | Resultado     | Resultado     | Resultado     | Resultado      | Resultado | Resultado | Resultado | Resultado |
| 1       | Laine Hardy           | Top 14    |           | Salvo         | Imune         | Salvo         | Salvo         | Salvo         | Salvo         | Vencedor       |           |           |           |           |
| 2       | Alejandro Aranda      |           | Top 14    | Salvo         | Imune         | Salvo         | Salvo         | Salvo         | Salvo         | Segundo lugar  |           |           |           |           |
| 3       | Madison VanDenburg    | Top 14    |           | Salva         | Imune         | Salva         | Salva         | Salva         | Salva         | Terceiro lugar |           |           |           |           |
| 4-5     | Laci Kaye Booth       | Top 14    |           | Salva         | Imune         | Salva         | Salva         | Salva         | Eliminada     |                |           |           |           |           |
| 4-5     | Wade Cota             |           | Top 14    | Salvo         | Imune         | Salvo         | Salvo         | Salvo         | Eliminado     |                |           |           |           |           |
| 6       | Jeremiah Lloyd Harmon |           | Top 14    | Salvo         | Imune         | Salvo         | Salvo         | Eliminado     |               |                |           |           |           |           |
| 7-8     | Walker Burroughs      | Top 14    |           | Salvo         | Imune         | Salvo         | Eliminado     |               |               |                |           |           |           |           |
| 7-8     | Alyssa Raghu          |           | Top 14    | Nao escolhida | Salva         | Salva         | Eliminada     |               |               |                |           |           |           |           |
| 9-10    | Dimitrius Graham      |           | Top 14    | Nao escolhido | Salvo         | Eliminado     |               |               |               |                |           |           |           |           |
| 9-10    | Uche                  | Top 14    |           | Nao escolhido | Salvo         | Eliminado     |               |               |               |                |           |           |           |           |
| 11-14   | Evelyn Cormier        |           | Top 14    | Nao escolhida | Eliminada     |               |               |               |               |                |           |           |           |           |
| 11-14   | Ashley Hess           | Top 14    |           | Nao escolhida | Eliminada     |               |               |               |               |                |           |           |           |           |
| 11-14   | Eddie Island          |           | Top 14    | Nao escohlido | Eliminado     |               |               |               |               |                |           |           |           |           |
| 11-14   | Riley Thompson        | Top 14    |           | Nao escohlida | Eliminada     |               |               |               |               |                |           |           |           |           |
| 15-20   | Ryan Hammond          |           | Eliminado |               |               |               |               |               |               |                |           |           |           |           |
| 15-20   | Logan Johnson         |           | Eliminado |               |               |               |               |               |               |                |           |           |           |           |
| 15-20   | Raquel Trinidad       |           | Eliminada |               |               |               |               |               |               |                |           |           |           |           |
| 15-20   | Kate Barnette         | Eliminada |           |               |               |               |               |               |               |                |           |           |           |           |
| 15-20   | Bumbly                | Eliminada |           |               |               |               |               |               |               |                |           |           |           |           |
| 15-20   | Shawn Robinson        | Eliminado |           |               |               |               |               |               |               |                |           |           |           |           |